# Roger Ballen
Roger Ballen, född 1950 i New York, är en fotograf som bor och arbetar i Sydafrika.